# Emmesomyia apicalis
Emmesomyia apicalis este o specie de muște din genul Emmesomyia, familia Anthomyiidae, descrisă de Malloch în anul 1917. Conform Catalogue of Life specia Emmesomyia apicalis nu are subspecii cunoscute.